# Encantada-Ranchito-El Calaboz
Encantada-Ranchito-El Calaboz est une census-designated place située dans le comté de Cameron, dans l’État du Texas, aux États-Unis. Sa population s’élevait à 2 255 habitants lors du recensement de 2010.